# (200245) 1999 VM120
(200245) 1999 VM120 es un asteroide perteneciente al cinturón de asteroides, descubierto el 4 de noviembre de 1999 por el equipo del Spacewatch desde el Observatorio Nacional de Kitt Peak, Arizona, Estados Unidos.

## Designación y nombre
Designado provisionalmente como 1999 VM120.

## Características orbitales
1999 VM120 está situado a una distancia media del Sol de 2,660 ua, pudiendo alejarse hasta 3,115 ua y acercarse hasta 2,204 ua. Su excentricidad es 0,171 y la inclinación orbital 2,751 grados. Emplea 1584,61 días en completar una órbita alrededor del Sol.
El próximo acercamiento a la órbita terrestre se producirá el 21 de octubre de 2089.

## Características físicas
La magnitud absoluta de 1999 VM120 es 17.